# Свято-Духівський Почаївський чоловічий монастир
Свято-Духівський Почаївський чоловічий монастир  — православний чоловічий монастир у Почаєві, Тернопільська область, т. зв. Українська православна церква  (складова частина РПЦ Московського патріархату). Монастир заснований наприкінці XII — на початку XIII ст.

## Зародження обителі
За одною з версій заснування монастиря згадується 1219 р. Ця версія заснована на публікації в 1896—1898 рр. одного польськомовного і ряду кириличних текстів про історію Почаєва в XII — XV ст. Польський текст (у публікації приписується василіянам і датований 1732 р.) повідомляє про чудесні видіння, явлені в 1197—1198 рр. на місці майбутньої обителі деяким мисливцям, і про заснування обителі разом з храмом Преображення Господнього у 1219 р. старцем Мефодієм з Афону. Він же перед тим осінню 1197 р., на місці монастиря спорудив маленьку капличку.

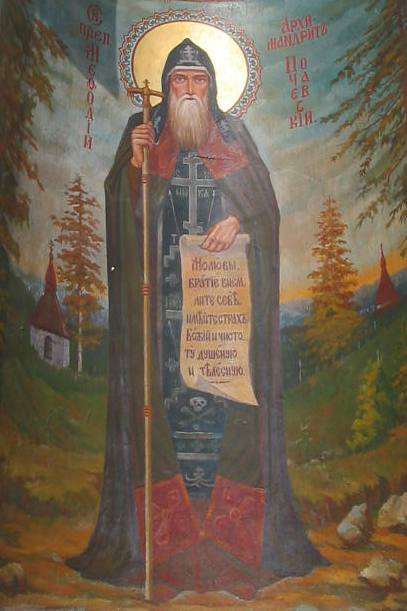
Преподобний Мефодій Почаївський, засновник Почаївського монастиря (1220 р.). Фреска зі стін монастиря

Достеменно відомо та документально підтверджується, що в 1-й пол. XVIII ст. тут уже стояв скит Почаївської лаври. Книга «Почаївська Успенська Лавра» протоієрея Андрія Хойнацького і Г. Крижанівського (1897) говорить, що «про заснування цього скиту нічого невідомо» і, що в 1743 р. його настоятель Макарій Неронович був присутній на з'їзді ченців-василіян в місті Дубно. Інша версія — у книзі «1000-річчя Православ'я на Волині» (1995 р.) говориться, що за часів василіян у 1725 році побудували храм в ім'я Св. Трійці і келії для ченців.

## Історія монастиря
Після заснування монастир відрізнявся строгістю чернечого життя, його настоятель Мефодій був для братії прикладом у молитві та праці. Монастир почав розвиватися і став не лише духовним, але просвітницьким центром Західної Русі. При монастирі функціонувала друкарня та власна школа.
Передання говорить, що 20-22 серпня 1240 року, коли татарська орда підступила до Свято–Духівського монастиря–скита, настоятель Миколай разом з братією молились до Пресвятої Богородиці про захист. Татари все-таки пограбували монастир і відійшовши за його огорожу, проте після прохромлення мощей прп. Мефодія були покарані, ставши сліпими, глухими та паралізованими. Тільки після молитов ігумена Миколая отримали зцілення.
У XV столітті тут була заснована богословська школа; священнослужителів було 25 осіб, а всіх з монастирськими філіальними — 100. Трохи пізніше була заведена друкарня.
До середини  ст. монастир-скит мав першість над всіма монастирями Волині і Поділля.
Після сер. XVI ст. в Скиту сталась епідемія виразки, що позбавила життя майже всіх ченців. Залишилося п'ятеро ченців, які переселилися на сусідню гору, де незабаром був заснований Почаївський монастир.
У XVII ст., при Йові Почаївському, чернече життя в Скиту поновилося, був побудований дерев'яний храм на честь Святої Трійці, тому Скит і отримав назву Свято-Духівський скит.
З 1713 року по 1832 р. обитель стала греко-католицькою. В 1725 році василіяни побудували на Скит-горі нову церкву в ім'я Святої Трійці, а також келії для братії.
У 1900 році з благословення архімандрита Модеста втретє відроджується обитель. Скит було освячено і в 1901 р. було закладено храм Святого Духа. Збудували також церкву Серафима Саровського. Згодом було зведено церкву Всіх Святих та храм Онуфрія Великого, що височить над вхідними воротами монастиря. Поряд з храмами розташовані житлові приміщення насельників.
У 1903 р. відбулося освячення Свято-Духівського храму з дзвіницею над бабинцем і нижнього бокового вівтаря прп. Серафима.
В 1959 р. комуністична влада пограбувала та закрила обитель і перетворила її в психодиспансер. Монахів переселили в Лавру, господарство монастиря розорили, храми осквернили. З 39 осіб, які населяли скит, 37 залишились у Лаврі, інші двоє поїхали додому. Головний храм скиту, побудований на початку XX століття, перетворили на склад. Оскільки він був двоповерховий, то верхню частину віддали під зерносховище, а в нижній (підвальній) зберігали різну сільськогосподарську продукцію.
Протягом 30-ти років храм був закритий і тільки у 1990 році знов почалися богослужіння поновилося духовне і господарське життя монастиря. Стараннями братії монастиря була відновлена вратарна церква Онуфрія Великого, церква Всіх Святих, побудований братський корпус та зведена кам'яна стіна-огорожа.
Нещодавно скит отримав статус окремого монастиря.
14 серпня 2024 року суд повернув у власність держави "приватизований" в 2004 році комплекс будівель Свято-Духівського Почаївського чоловічого монастиря.

## Святині
В Свято–Духівському монастирі знаходяться 6 ковчегів з мощами більш ніж 120 святих, також є дві ікони прп. Серафима Саровського. Одна ікона містить частичку мощей та фрагмент нетлінної мантії цього святого. Друга ікона написана на фрагменті каменя, на якому Серафим Саровський молився 1000 днів і ночей.
В монастирі є також мироточива глава невідомого святого з Києво-Печерської Лаври.
В обителі є древні чудотворні ікони - Божої Матері «Споручниця грішних», яка сама чудесно відновилася та «Іверська», яка була написана в 1912 році на Святій горі Афон.
Найбільш відомою святинею у монастирі-скиті є Чудотворний Хрест святого подвижника Микити Стовпника, до якого віруючі звертаються з молитвами від нападу злих духів. Чудотворний Хрест, що важить 1 кг передали в 90–х роках.

## Чудеса
Передання говорить про велику кількість чудес, дивовижних зцілень, що відбувались від благодаті Божої, що перебуває у святинях цієї обителі. Наприклад:
- На західній горі, Матір Божа в 1240 році залишила на камені слід Своєї правої стопи, що виділяє цілющу воду.
- В XIII ст. люди отримали зцілення тільки приклавшись до тіла преподобного Мефодія. Так у перший день зцілився чернець Феодосій, який у якого цілий рік були нерухомі ноги.

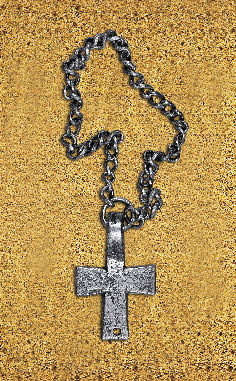
Чудотворний хрест прп. Микити Стовпника Переяславського

- Чудотворний хрест прп. Микити Стовпника ПереяславськогоВ той же день Іоанн і Анна принесли свою дитину восьми років від народження, яка не володіла своїм тілом на ім'я Андрій. Коли батьки приклали дитя до тіла преподобного, він в ту ж годину він став здоровим і почав разом з ченцями прославляти Бога.
- В третій день прийшли в обитель сім сліпих жебраків. Вони поклонившись преподобному Мефодію з гіркими сльозами почали цілувати його стопи і гучним голосом вигукувати: «О великий і праведний раб Пресвятої Діви Марії, Матері Божої! Подай нам зір!». По закінченні молитви вони встали вже зрячими. Імена їх: Симеон, Яків, Андрій, Самуїл, Григорій і Костянтин. Навіть іновірні прийшовши сюди лише по одному цікавості знаходили тут віру.
- В 1950 році приїхала з м. Чкалова черниця Варвара. Вона насилу пересувалася на двох милицях і її підтримувала під руку інокиня Марія (Нікітіна), приклавшись до Почаївської ікони Божої Матері, отримала зцілення і поїхала додому без милиць.

Одна жінка розповідала, що її чоловік довго хворів горлом. Їй порадили поїхати на Скит і купити воскову свічку, що вона і зробила. Свічку вона відвезла додому і дала чоловікові. Після деякого часу як свічка погоріла, він її загасив. Димок від свічки потрапив йому в горло, і він зцілився від хвороби.
- У 2001 році під час Всенічного чування у хворого Максима з Мінська після Єлеопомазання відновився зір.
- В 1995 році мати з сином Микитою, хворим шкірним стафілококом з 1993 р., з міста Хотин Чернівецької області, приїхали в Скит. На хлопчика одягли Хрест преп. Микити і він зцілився від своєї тривалої хвороби.
- 10 вересня 1997 в храмі Святого Духа при надяганні Хреста від ракових пухлин зцілилася жителька села Россошани Чернівецькій області Людмила Коломийко.
- Особливо відчувають благодатну силу та отримують допомогу від Чудотворного Хреста люди, одержимі злими духами.

## Світлини

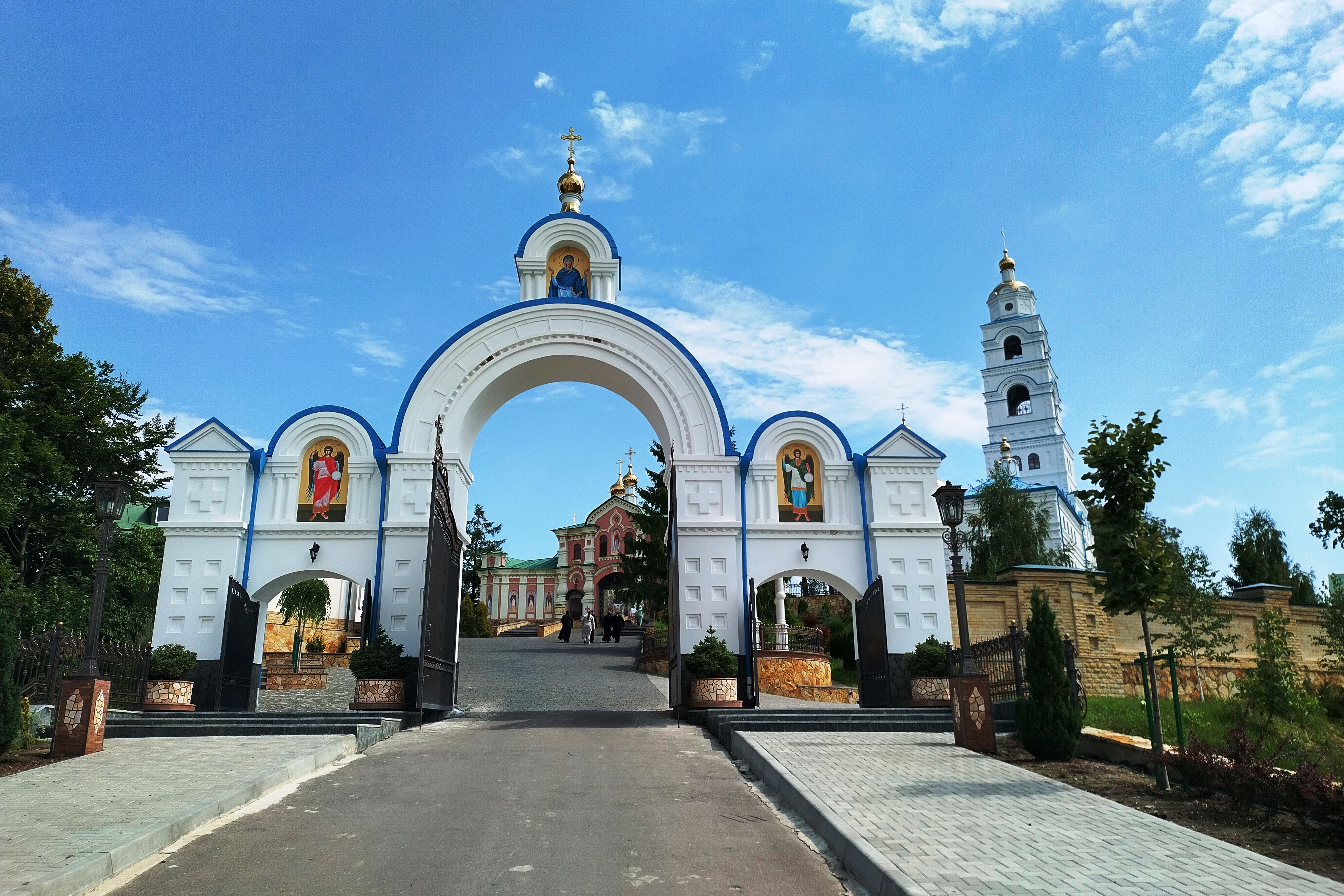
Друга монастирська брама
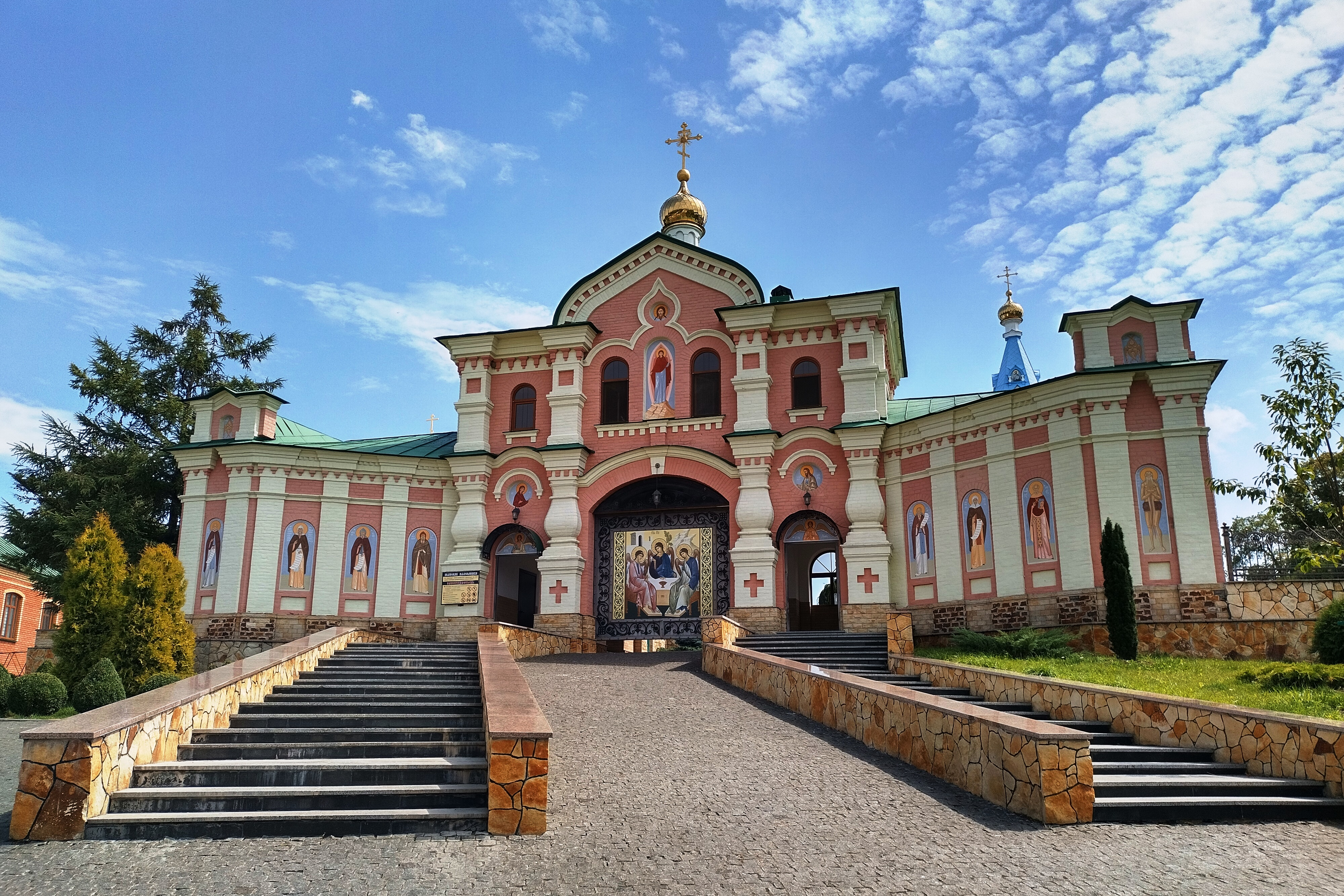
Вратарна церква преподобного Онуфрія Великого
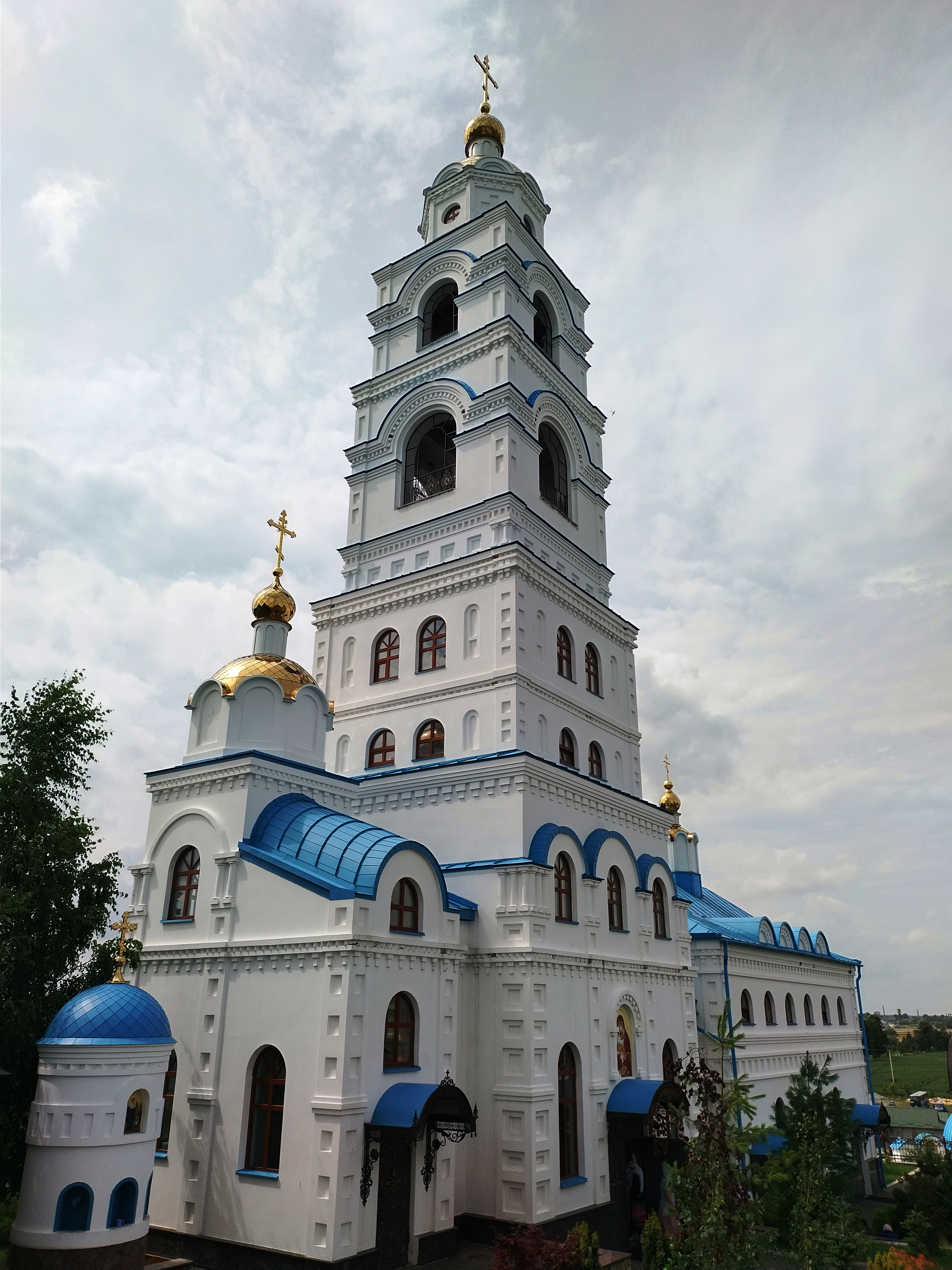
Дзвіниця та іконна лавка
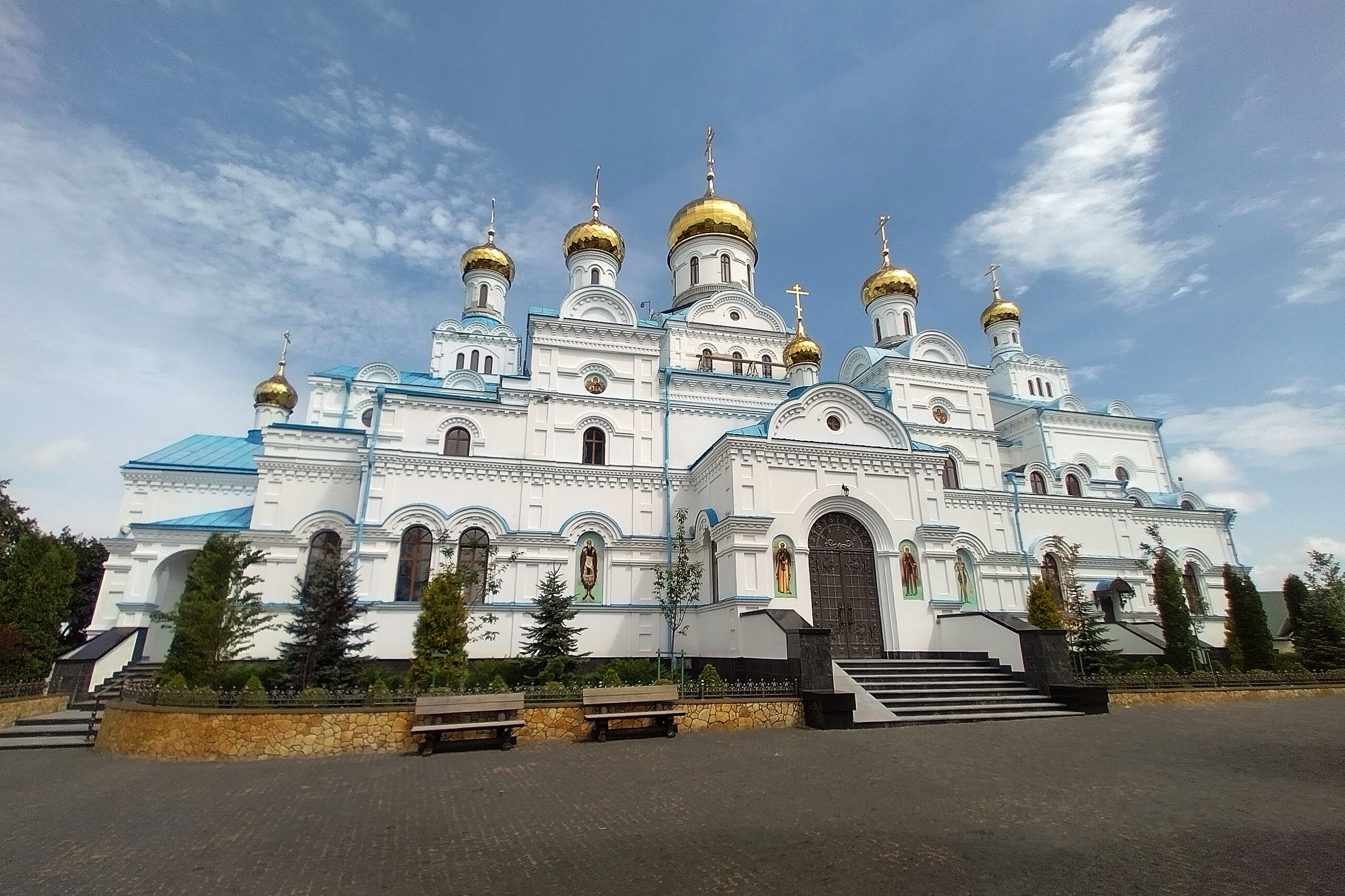
Собор Іверської ікони Пресвятої Богородиці
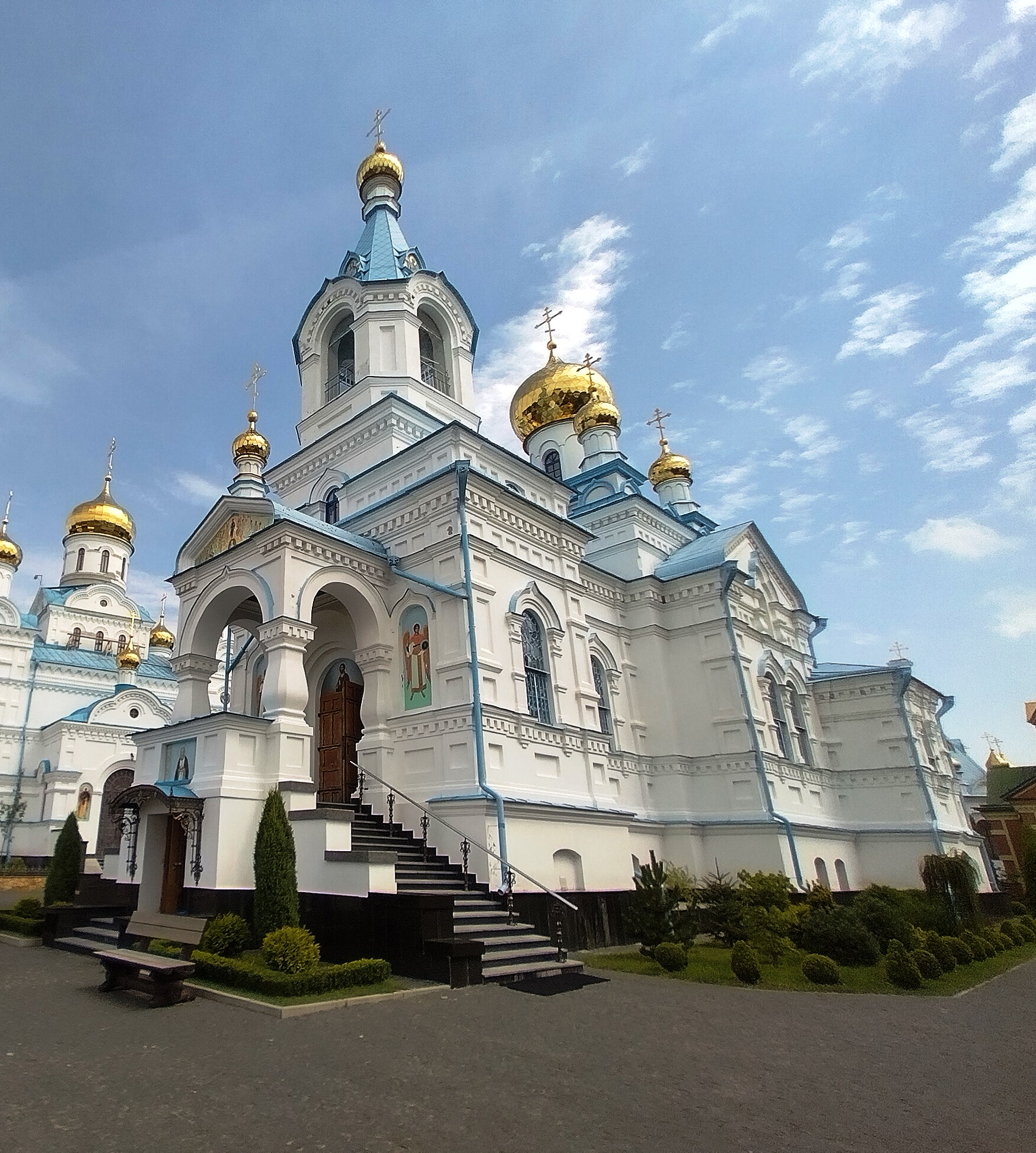
Соборна церква Святого Духа споруджено у 1902 р. за проектом головного інженера будівельного відділення при Волинському губернському правлінні Житомира Л. І. Альбертусом
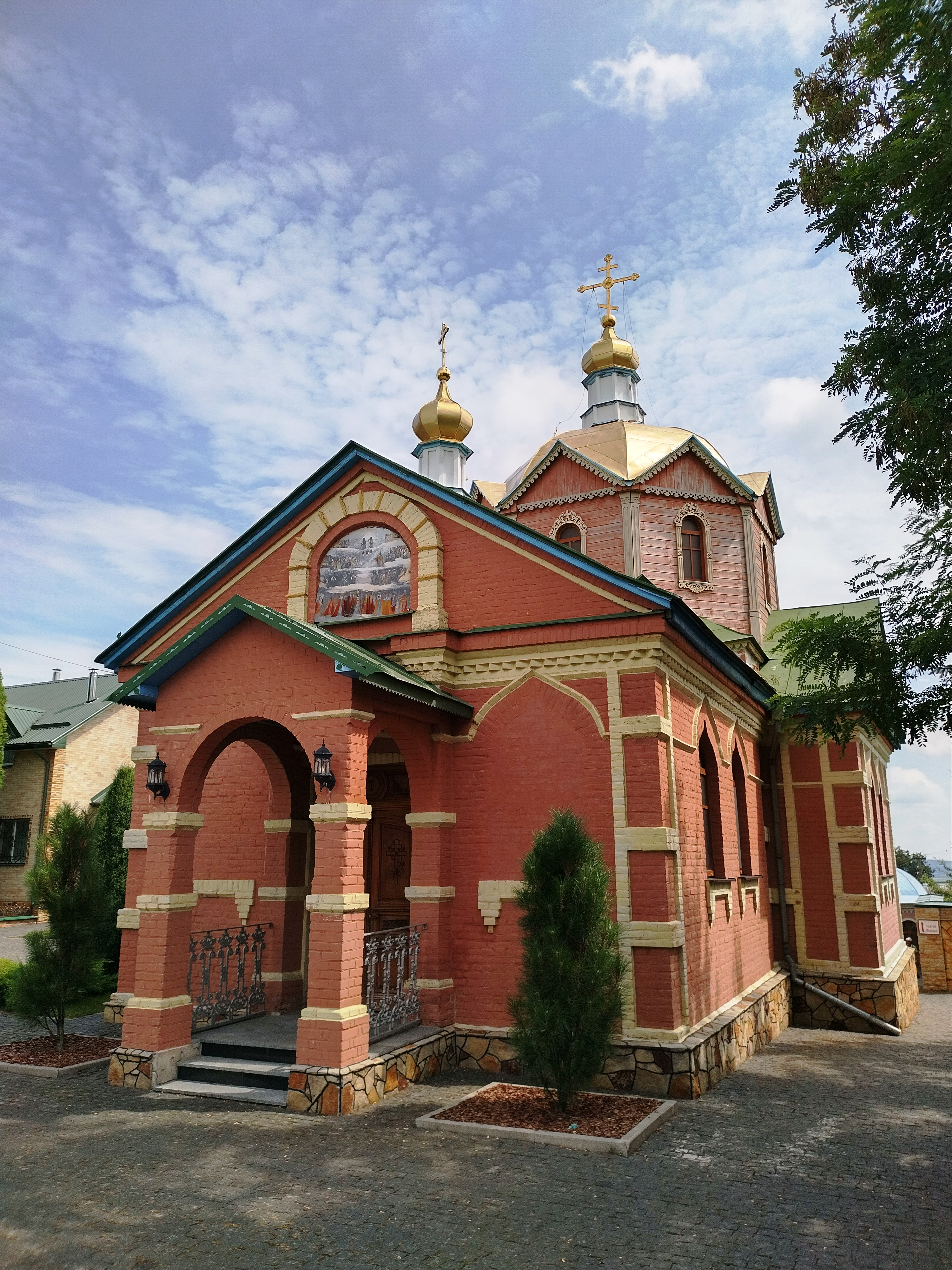
Церква Всіх Святих
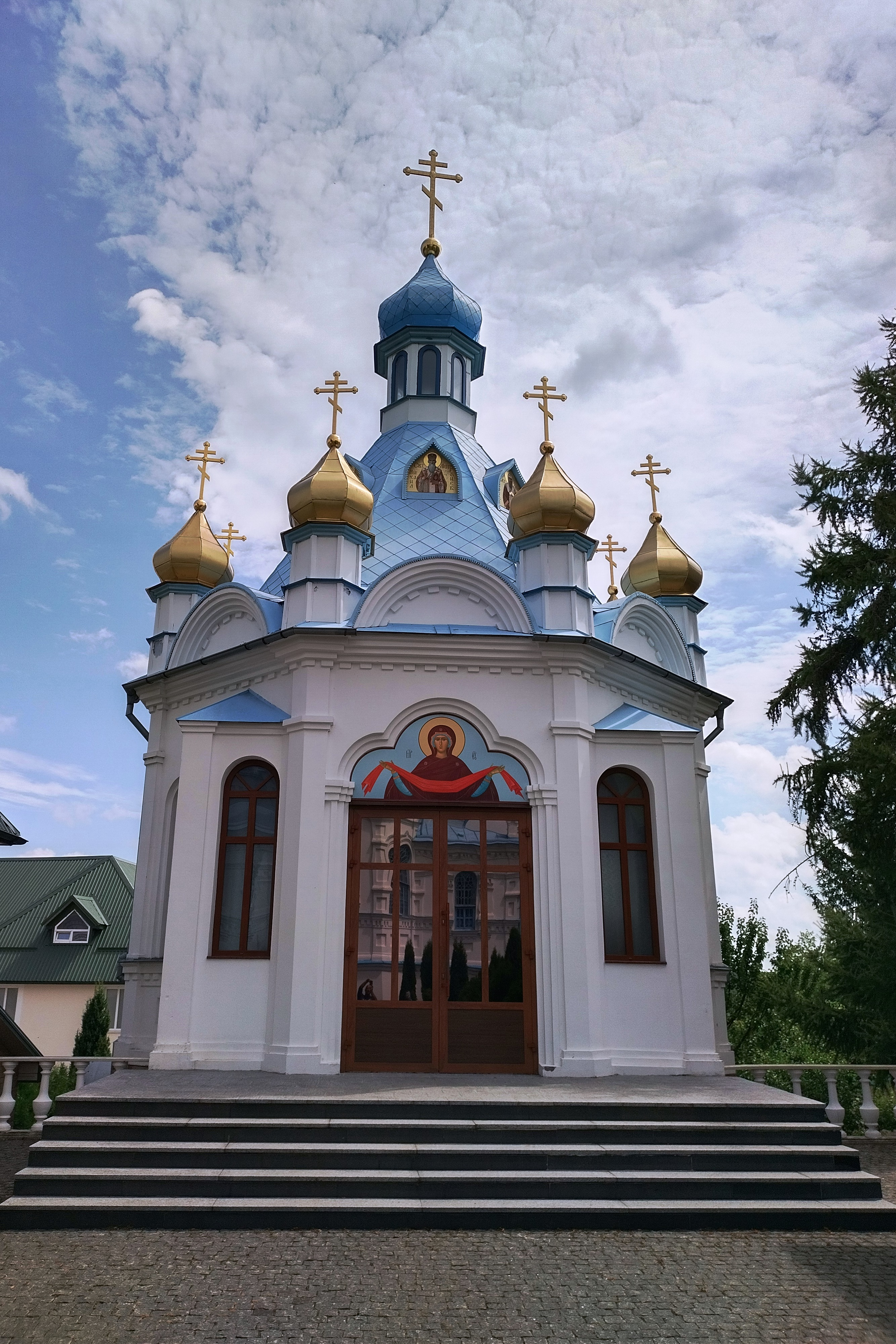
Каплиця
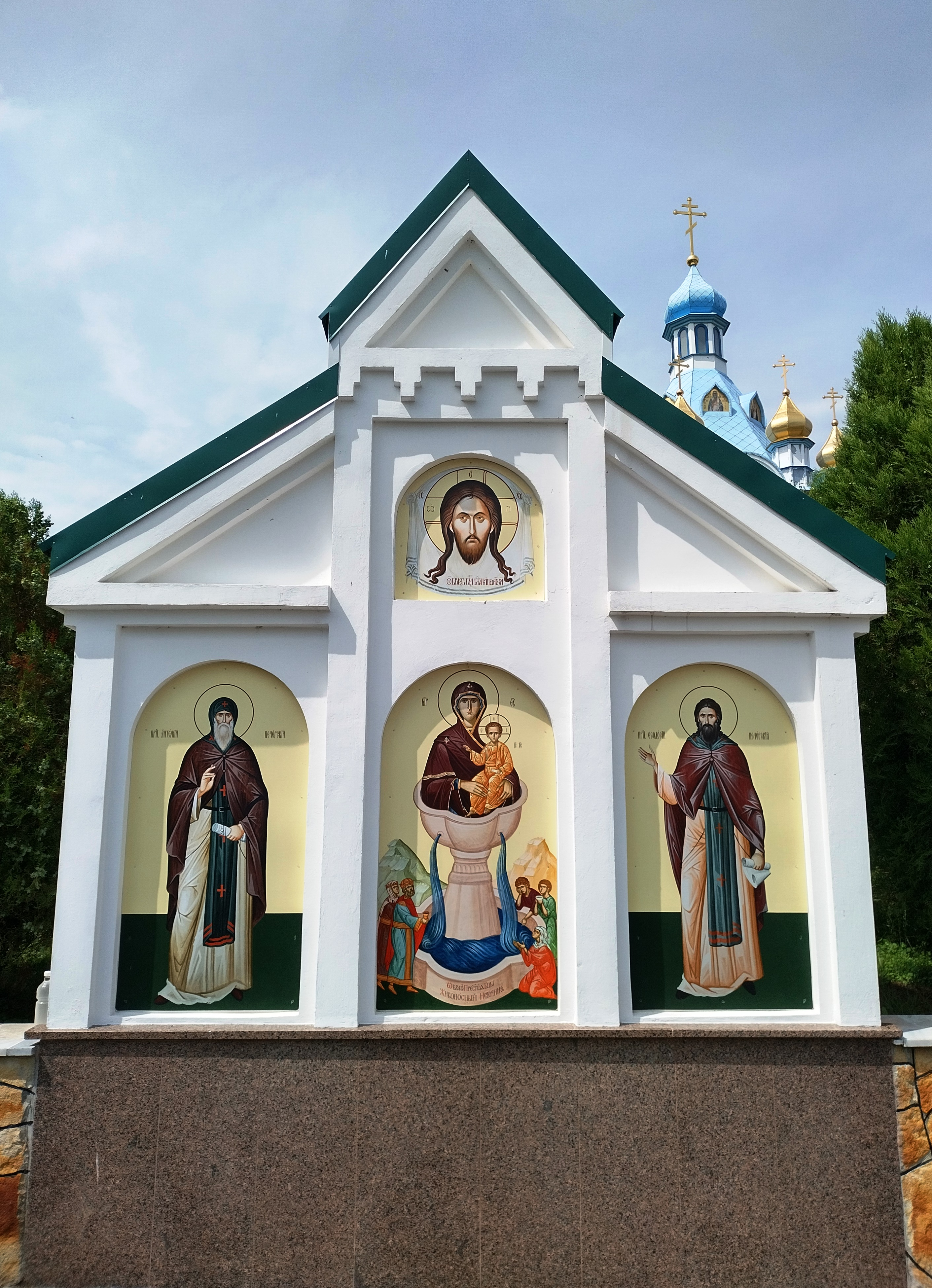
Джерело освяченої води